# 杉本京太

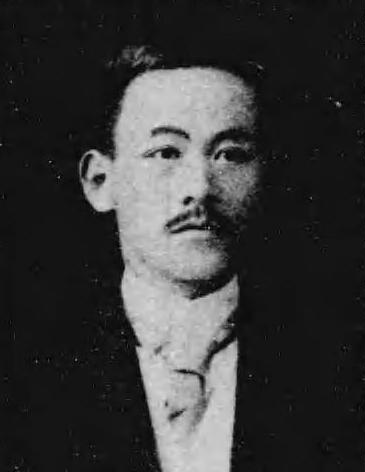
杉本京太

杉本 京太（すぎもと きょうた、1882年〈明治15年〉9月20日 - 1972年〈昭和47年〉12月26日）は、邦文タイプライター（和文タイプライター）の発明者である。1985年、特許制度制定百周年を記念した「日本の十大発明家」に選出された。1953年藍綬褒章、1965年勲四等旭日小綬章を受勲した。

## 生涯
- 1882年 - 岡山県上道郡浮田村（現・岡山市東区）で杉本貞治の長男として生まれる。
- 1899年 - 17歳で大阪に移り、電信技術研究所に勤務。その後、大阪市電信技術者養成所を修了。
- 1912年 - 30歳で大阪活版印刷研究所の技術主任となり[3]、設計製図、木型組み、活版事業の指導を行なう。その後大阪活版印刷研究所が改称し活版術改良協会として東京に移転した際、杉本も上京する。
- 1914年 - 独立し、邦文タイプライターの開発に専念。
- 1915年 - 邦文タイプライターを発明し、「特許第27877号タイプライター」を取得した。この時のタイプライターは1台定価180円。
- 1917年 - 大谷仁兵衛、杉本甚之助と共に日本タイプライター株式会社（現・キヤノンセミコンダクターエクィップメント株式会社）創立[4]。また「華文（中国語文）タイプライター」も製造し、上海で販売を開始した。
- 1920年 - 邦文モノタイプ（活字鋳造機）を発明、製造開始。
- 1936年 - 国産の小型トーキー映写機開発。
- 1972年 - 死去。

## 和文タイプライター発明
日本語では文章を構成する文字数が多いため、文字数の少ない欧文タイプライターの機能はそのまま使えないと言う制約があり、当時タイプライターの開発は困難であった。杉本は文字の使用頻度を考慮して2,400字を選出し、独自の配列で文字庫に並べた活字を、前後左右に稼働するバーで選択しつまみ上げ、円筒に巻かれた紙に向かって打字すると言う機構を開発した。この方式の和文タイプライターで1920年代には政府公文書の多くが作成されるようになり、1980年代に日本語ワードプロセッサーが普及するまで官公庁や企業・教育機関などで使用され、日本における書類作成事務効率化に大きな役割を果たした。